# 國際社會責任認證組織
國際社會責任認證組織（英語：Worldwide Responsible Accredited Production，簡稱WRAP）是一個主要是針對全球服装和鞋類製造商，透過認證和訓練，推廣安全化、合法化、人性化和道德化的製程組織。該組織於2000年由美国服装鞋类协会成立，它根據12項「全球負責任服裝生產原則」對服装和鞋類製造商進行認證。

## 外部連結
- 官方网站